# Manihot carthaginensis
Manihot carthaginensis är en törelväxtart som först beskrevs av Nikolaus Joseph von Jacquin, och fick sitt nu gällande namn av Johannes Müller Argoviensis. Manihot carthaginensis ingår i släktet Manihot och familjen törelväxter.

## Underarter
Arten delas in i följande underarter:
- M. c. carthaginensis
- M. c. glaziovii
- M. c. hahnii

## Bildgalleri

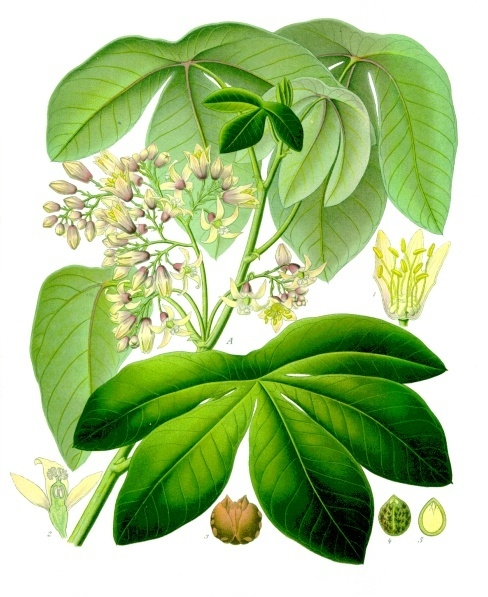